# Calliste bleu et noir
Tangara vassorii
Espèce
Statut de conservation UICN

 LC  : Préoccupation mineure
Le Calliste bleu et noir (Tangara vassorii) est une espèce d'oiseaux de la famille des Thraupidae.

## Répartition
Cet oiseau vit dans la moitié nord des Andes.

## Sous-espèces
D'après Alan P. Peterson, cette espèce est constituée des trois sous-espèces suivantes :
- Tangara vassorii atrocoerulea (Tschudi, 1844) ;
- Tangara vassorii branickii (Taczanowski, 1882) ;
- Tangara vassorii vassorii (Boissonneau, 1840).